# Famelobiotus scalicii
Famelobiotus scalicii är en djurart som tillhör fylumet trögkrypare, och som beskrevs av Pilato, Binda och Oscar Lisi 2004. Famelobiotus scalicii ingår i släktet Famelobiotus och familjen Macrobiotidae. Inga underarter finns listade i Catalogue of Life.